# 三原站 (中国)
三原站是西安铁路局所属位于陕西省三原县的一个四等铁路车站，邮政编码713800，距离咸阳站46公里。车站始建于1940年，1941年11月投入使用，现存站房建于1957年，有咸铜铁路经过该站，主要办理货运、客运、咸铜线列车到发、会让等工作。车站于2022年7月1日完成电气化后，现有7次客运列车在该站停靠并办理乘降业务。

## 历史
- 1935年，陇海铁路管理局建议与陕西省政府合资修筑咸铜铁路支线，由咸阳站东端引出，沿渭河北岸向东北行驶，经长陵、肖家村至毕家崖以深堑通过，随后沿泾河南岸向西设线至高庄设站，之后向北跨河，经过永乐店后去往三原，随后继续向东引线。[6]
- 1940年，三原站建成。
- 1957年，三原站新建苏式站房。[3]
- 2012年，三原火车站在全国第三次文物普查中被确定为“不可移动文物”。[3]，随后被三原县人民政府列为一般文物保护单位。[7]
- 2021年11月15日，三原站因西安铁路局集团公司对咸铜铁路进行电气化改造停办客运业务。[3]2022年7月，该站电气化改造完成并恢复客运业务，共经停4次客运列车。[4]10月11日，该站经停列车总数增加到7列。[3]

## 站线配置
三原站共设有正线1条、到发线2条、货物线1条，另设有华阳物流有限公司和红原厂专用站接轨2条。